# 코부시팩토리
코부시팩토리(こぶしファクトリー 고부시화쿠토리[*])는 헬로! 프로젝트에 소속된 일본의 여성 5인조 아이돌 그룹이다. 2020년 3월 30일을 기해 그룹 활동을 종료 및 해산했다.

## 개요
2015년 1월 2일, 나카노 선플라자에서 행해진 헬로! 프로젝트의 콘서트「Hello! Project 2015 WINTER」에서 하로프로 연수생의 후지이 리오, 히로세 아야카, 노무라 미나미, 오가와 레나, 하마우라 아야노, 타구치 나츠미, 와다 사쿠라코, 이노우에 레이의 8명에 의해 신유닛이 결성되는 것이 발표되었다.
동년 2월 25일, 유닛명이「코부시팩토리(こぶしファクトリー)」로 결정되었다. 유닛명의 유래는 봄의 도래를 고하도록 다른 나무에 앞서서 하얀 꽃을 끝부분 가득 피우는 일본 원산의 꽃, 목련에서 온 것으로, 목련의 꼿이 꽌 주먹으로 상징하는 것처럼 "강력함"을 겸비한 그룹이 되어 달라는 마음을 담아 명명된다. 유닛 이름의 전형은 Berryz코보의 활동 정지 후, "헬로! 프로젝트 어드바이저"에 취임하게 된 시미즈 사키도 관여하고 있으며, Berryz코보의 스피릿도 계승해 가게와 "팩토리(공방)"으로 담겨있다.
참고로 멤버의 타구치 나츠미의 개 이름도 "코부시"이다. 개 품종은 퍼그에서 부사 귀여운 계통이다.
동년 3월 8일, 리더는 히로세 아야카, 서브리더는 후지이 리오가 결정되었음을 발표했다.
동년 6월 14일, Zepp Tokyo에서 행해진「하로프로연수생 발표회 2015 ~6월의 생계란 Show!~」에서 2015년 가을의 메이저 데뷔 및 메이저 데뷔 곡이 발표되었다.
동년 12월 30일에 제57회 일본 레코드 대상에서 최우수 신인상을 수상하였다.
2016년 2월 23일, 2nd 싱글「桜ナイトフィーバー／チョット愚直に! 猪突猛進／押忍! こぶし魂」(2월 17일 발매)가 오리콘 주간 싱글 차트에서 첫 1위를 획득했다.
2017년 5월 12일, 후지이 리오가 학업에 전념하기 위해 코부시팩토리와 헬로! 프로젝트를 졸업을 발표하였으나, 7월 6일에 업프런트 프로모션은 본인에 대해서,「헬로! 프로젝트의 규범에 어긋나는 사안」이 발각되어,「개선 논의 때 주고받은 약속이 성사되지 않았다」것을 이유로, 전속 매니지먼트 계약을 중도 해지의 형태로 종료되는 것을 발표했다.
동년 7월 13일, 오가와 레나가 불안 신경증의 진단에 의한 8월 중순까지 활동 휴지가 발표되었으나, 8월 16일에 활동 휴지 기간의 연장이 발표되었다. 9월 6일, 아직도 몸이 안정되지 않고 그룹에 더 이상 불편을 끼칠 수 없다는 본인의 마음도 있고 본인이나 부모님, 의사와 대화한 결과 그룹 및 헬로! 프로젝트로부터의 졸업이라는 결론을 내리고 연예계를 은퇴했다.
동년 12월 6일, 타구치 나츠미가 업프런트 프로모션와의 전속 매니지먼트 계약을 해지되었다.
2020년 1월 8일, 3월 30일에 도쿄 돔 시티 홀에서 행해진 콘서트를 기해 그룹 활동 종료를 발표하였다. 히로세, 노무라, 하마우라는 헬로! 프로젝트를 졸업해 연예 활동을 계속함, 이노우에는 헬로! 프로젝트 멤버로서 활동을 계속함, 와다는 연예 활동을 종료해 사실상 은퇴한다.
동년 3월 30일, 도쿄 돔 시티 홀에서 행해진「코부시팩토리 라이브 2020 ~The Final Ring!~」(테레비아사히 채널 1에서 무관중 공연 생중계)을 기해 그룹을 활동 종료 동시에 해산했다.

## 구성원
| 이름            | 소개 |
| --------------- | --- |
| 히로세 아야카   | - 이름 : 広瀬彩海 (Hirose Ayaka) - 생년월일 : 1999년 8월 4일(25세) - 색상 : 하늘 - 출생지 : 일본 가나가와현 - 포지션 : 리더, 메인보컬, 최연장자 - 활동 기간 : 2015년 2월 ~ 2020년 3월 - 비고 : 카나가와현에 위치한 센조쿠학원 음악대학(洗足学園音楽大学)에 입학, 연예계 활동은 계속 |
| 노무라 미나미   | - 이름 : 野村みな美 (Nomura Minami) - 생년월일 : 2000년 2월 10일(25세) - 색상 : 파랑 - 출생지 : 일본 도쿄도 - 포지션 : 리드보컬, 리드댄서 - 활동 기간 : 2015년 2월 ~ 2020년 3월 - 비고 : 연예계 활동은 계속                                                                         |
| 하마우라 아야노 | - 이름 : 浜浦彩乃 (Hamaura Ayano) - 생년월일 : 2000년 4월 26일(25세) - 색상 : 분홍 - 출생지 : 일본 사이타마현 - 포지션 : 센터, 리드댄서 - 활동 기간 : 2015년 2월 ~ 2020년 3월 - 비고 : 여배우 및 모델                                                                               |
| 이노우에 레이   | - 이름 : 井上玲音 (Inoue Rei) - 생년월일 : 2001년 7월 17일(23세) - 색상 : 보라 - 출생지 : 일본 도쿄도 - 포지션 : 리드보컬, 비트박스, 최연소 - 활동 기간 : 2015년 2월 ~ 2020년 3월 - 비고 : 2020년 4월 ~ 현재:Juice=Juice 멤버                                                       |

### 전 구성원
| 이름          | 소개 |
| ------------- | --- |
| 후지이 리오   | - 이름 : 藤井梨央 (Fujii Rio) - 생년월일 : 1999년 3월 4일(26세) - 색상 : 진노랑 - 출생지 : 일본 아이치현 - 포지션 : 서브리더, 리드보컬 - 활동 기간 : 2015년 2월 ~ 2017년 7월 - 비고 : 계약해지                       |
| 오가와 레나   | - 이름 : 小川麗奈 (Ogawa Rena) - 생년월일 : 2000년 3월 27일(25세) - 색상 : 빨강 - 출생지 : 일본 도치기현 - 포지션 : 리드보컬 - 활동 기간 : 2015년 2월 ~ 2017년 9월 - 비고 : 연예계 은퇴                              |
| 타구치 나츠미 | - 이름 : 田口夏実 (Taguchi Natsumi) - 생년월일 : 2000년 7월 21일(24세) - 색상 : 주황 - 출생지 : 일본 사이타마현 - 포지션 : 리드보컬 - 활동 기간 : 2015년 2월 ~ 2017년 12월 - 비고 : 계약해지                         |
| 와다 사쿠라코 | - 이름 : 和田桜子 (Wada Sakurako) - 생년월일 : 2001년 3월 8일(24세) - 색상 : 초록 - 출생지 : 일본 아이치현 - 포지션 : 리드보컬, 래퍼 - 활동 기간 : 2015년 2월 ~ 2020년 3월 - 비고 : 헬로! 프로젝트 졸업, 연예계 은퇴 |

## 음악

### 싱글
인디즈
- 念には念／サバイバー (2015년 3월 26일 DVD 싱글 (DVD + CD))

메이저
1. ドスコイ! ケンキョにダイタン／ラーメン大好き小泉さんの唄／念には念 (念入りVer.) (2015년 9월 2일)
  - 트리플 A 사이드 (A면) 싱글. 커플링 곡은 없음.
2. 桜ナイトフィーバー／チョット愚直に! 猪突猛進／押忍! こぶし魂 (2016년 2월 17일)
  - 트리플 A 사이드 (A면) 싱글. 커플링 곡은 없음.
3. サンバ! こぶしジャネイロ／バッチ来い青春!／オラはにんきもの (2016년 7월 27일)
  - 트리플 A 사이드 (A면) 싱글. 커플링 곡은 없음.
4. シャララ! やれるはずさ／エエジャナイカ ニンジャナイカ (2017년 6월 14일)
  - 양 A면 (초회생산한정반 · 통상반) / 커플링 : 闇に抜け駆け / ピッチピチトモダッチ (초회생산한정반 SP)
    - 후지이 리오 · 오가와 레나 · 타구치 나츠미 마지막 참가 싱글
    - 커플링곡 "ピッチピチトモダッチ"는 "코부시팩토리 & 닌자오냥즈" 명의로 수록된다.
5. これからだ!／明日テンキになあれ (2018년 3월 28일)
  - 양 A면 싱글. 커플링 곡은 없음.
6. きっと私は／ナセバナル (2018년 8월 8일)
  - 양 A면 싱글. 커플링 곡은 없음.
7. Oh No 懊悩／ハルウララ (2019년 4월 24일)
  - 양 A면 / 커플링 : 念には念 (アカペラ Ver.)
8. 青春の花／スタートライン (2020년 3월 4일)
  - 양 A면 싱글. 커플링 곡은 없음.

콜라보레이션
- 하로프로 올스타즈 명의

1. YEAH YEAH YEAH／憧れのStress-free／花、闌の時 (2018년 9월 26일)
  - 트리플 A 사이드 (A면) / 커플링 : ハロー!ヒストリー

### 착신 싱글
콜라보레이션
- 코부시팩토리 & 츠바키팩토리 명의

1. ひょっこりひょうたん島 (2018년 7월 17일)

### 앨범
1. 辛夷其ノ壱 (2016년 11월 30일)
2. 辛夷第二幕 (2019년 10월 2일)

### 기타 앨범
1. 舞台「JKニンジャガールズ」オリジナルサウンドトラック (2017년 3월 29일)
2. 映画&舞台「JKニンジャガールズ」オリジナルサウンドトラック (2017년 9월 6일)

### DVD/Blu-ray
1. 演劇女子部 ミュージカル「Week End Survivor」(2015년 8월 5일)
2. Hello! Project New Fes！2015 カントリー・ガールズ／こぶしファクトリー／つばきファクトリー (2015년 9월 26일)
3. Greeting～浜浦彩乃・和田桜子～ 浜浦彩乃&和田桜子Blu-ray (2016년 6월 21일)
4. Greeting～広瀬彩海・井上玲音～ 広瀬彩海&井上玲音Blu-ray (2016년 9월 15일)
5. こぶしファクトリー ライブツアー2016春 ～The Cheering Party!～ (2016년 10월 19일)
6. Greeting～野村みな美・田口夏実～ 野村みな美&田口夏実Blu-ray (2017년 1월 26일)
7. Greeting～藤井梨央・小川麗奈～ 藤井梨央&小川麗奈Blu-ray (2017년 2월 하순)
8. 舞台「JKニンジャガールズ」(2017년 7월 5일)
9. OTODAMA SEA STUDIO 2017 〜SUMMER FACTORY〜 (2018년 1월 17일)
10. JKニンジャガールズ (2018년 3월 7일)
11. こぶしファクトリー&つばきファクトリー プレミアムライブ2018春 “KOBO” (2018년 9월 5일 DVD / Blu-ray)
12. こぶしファクトリー ファーストコンサート2019 春麗 〜GWスペシャル〜 (2019년 9월 4일 DVD / Blu-ray)
13. こぶしファクトリー ライブツアー2019秋 ～Punching the air！スペシャル～ (2020년 1월 8일 DVD / Blu-ray)
14. 演劇女子部「リボーン～13人の魂は神様の夢を見る～」(2020년 2월 26일)
15. 辛夷音楽映像集 (2020년 3월 25일)
16. こぶしファクトリー ライブ2020 ～The Final Ring！～ (2020년 7월 8일 DVD / Blu-ray)

#### 이벤트V (이벤트 회장 한정판)
1. 이벤트V「ドスコイ! ケンキョにダイタン」(2015년 10월 4일)
2. 이벤트V「ラーメン大好き小泉さんの唄」(2015년 10월 4일)
3. 이벤트V「念には念（念入りVer.）」(2015년 10월 4일)
4. 이벤트V「桜ナイトフィーバー」(2016년 4월 3일)
5. 이벤트V「チョット愚直に! 猪突猛進」(2016년 4월 3일)
6. 이벤트V「押忍! こぶし魂」(2016년 4월 3일)
7. 이벤트V「シャララ! やれるはずさ／エエジャナイカ ニンジャナイカ」(2017년 8월 8일)
8. 이벤트V「これからだ！／明日テンキになあれ」(2018년 4월 14일)
9. 이벤트V「きっと私は／ナセバナル」(2018년 10월 7일)
10. 이벤트V「Oh No 懊悩／ハルウララ」(2019년 6월 2일)

콜라보레이션
- 하로프로 올스타즈 명의

1. 이벤트V「YEAH YEAH YEAH／花、闌の時」(2018년 10월 20일)

## 출연

### 텔레비전
- The Girls Live (2015년 3월 ~ 2019년 3월 25일, 테레비도쿄)
- AI・DOL 프로젝트 (2019년 4월 1일 ~ 2020년 3월 30일, 테레비도쿄)

### 라디오
- 에브★라지 ~밤의 연속 스마트 폰 소설~「주말 서바이벌 ~숙청 게임~」(2015년 3월 1일 ~ 22일, TBS 라디오)
- HELLO! DRIVE! -하로드라- (2016년 10월 3일 ~ 2019년 [월, 라디오 네오 사회 : 히로세 아야카)
- GIRLS♥GIRLS♥GIRLS =FULL BOOST= 「코부시팩토리의 밤하늘에서 만나요」(2018년 4월 19일 ~ 2020년 3월 26일, FM 후지)
- 마코토, 코부시팩토리의 라디오 펀치! (2019년 4월 3일 ~ 2020년 3월 25일, TBS 라디오) - Fine!!내의 Fine!! 아티스트 코너, 마코토(샤란Q)와 함께 진행.

### 라이브 · 콘서트
- 코부시팩토리 라이브 투어 2015~2016 ~The First Ring!~ (2015년 11월 6일 ~ 2016년 1월 30일, 10개 도시 17회 공연)
- 코부시팩토리 라이브 투어 2016 봄 ~The Cheering Party!~ (2016년 4월 16일 ~ 6월 19일, 14개 도시 27회 공연)
- 코부시팩토리 라이브 투어 2016 가을 ~Hyper Mode~ (2016년 9월 17일 ~ 11월 20일, 14개 도시 28회 공연)
- 코부시팩토리 라이브 투어 2017 봄 ~PROGRESSIVE~ (2017년 4월 9일 ~ 5월 28일, 13개 도시 26회 공연)
- OTODAMA SEA STUDIO 2017 ~SUMMER FACTORY~ (2017년 8월 22일, OTODAMA SEA STUDIO)
- 코부시팩토리 라이브 투어 2017 가을 ~Songs For You~ (2017년 10월 7일 ~ 12월 3일, 11개 도시 23회 공연)
- 코부시팩토리 라이브 투어 2018 ~SHINE! 코부시혼!~ (2018년 4월 8일 ~ 12월 8일, 25개 도시 46회 공연)
- OTODAMA SEA STUDIO 2018 ~코부시 여름혼!!~ (2018년 8월 22일, OTODAMA SEA STUDIO)
- 코부시팩토리 라이브 투어 2019 ~춘려~ (2019년 4월 13일 ~ 6월 23일, 12개 도시 23회 공연)
- 코부시팩토리 퍼스트 콘서트 2019 춘려 ~GW스페셜~ (2019년 5월 3일 ~ 6일, 2개 도시 2회 공연)
- OTODAMA SEA STUDIO 2019 supported by POCARI SWEAT 코부시 여름의 염!! (2019년 7월 31일, OTODAMA SEA STUDIO)
- 코부시팩토리 라이브 투어 2019 가을 ~Punching the air! 스페셜~ (2019년 9월 2일, 토요스 PIT)
- 코부시팩토리 라이브 투어 2019 가을 ~Punching the air!~ (2019년 9월 14일 ~ 12월 16일, 10개 도시 19회 공연)
- 코부시팩토리 라이브 2020 ~The Final Ring!~ (2020년 3월 30일, 도쿄 돔 시티 홀)[12][13]
  - 국내 27곳의 극장에서 라이브 뷰잉을 실시

### 합동 라이브 · 콘서트
- Berryz코보 축제 (2015년 2월 28일 · 3월 1일, 아리아케 콜로세움)
- 하로프로 연수생 발표회 2015 ~2 · 3월의 생계란 Show!~ (2015년 3월 8일 · 14일 · 22일, Zepp Tokyo · 미도회관 · 히가시 베츠잉 홀)
- 하로프로 연수생 발표회 2015 ~봄의 공개 실력 진단 테스트~ (2015년 5월 4일, 나카노 선플라자)
- Hello! Project New Fes! 2015 (2015년 5월 16일, 시부야 공회당)
- 하로프로 연수생 발표회 2015 ~6월의 생계란 Show!~ (2015년 6월 14일 · 20일 · 27일, Zepp Tokyo · Nagoya · Namba)
- 하로프로 연수생 발표회 2015 ~9월의 생계란 Show!~ (2015년 9월 6일 · 13일 · 19일, Zepp Tokyo · Namba · Nagoya)
- Hello! Project New Fes! II (2015년 9월 23일, 고탄다 유우 포우토 홀 · 26일, 모리노 미야 필로티 홀)
- 하로프로 연수생 발표회 2015 ~11 · 12월의 생계란 Show!~ (2015년 11월 28일 · 12월 12일 · 13일, Zepp Nagoya · Tokyo · Namba)
- Hello! Project 연수생 발표회 2016 2월 · 3월 ~SINGING!~ (2016년 2월 13일 · 28일 · 3월 6일, Zepp Namba · Tokyo · Nagoya)
- Hello! Project 연수생 발표회 2016 ~봄의 공개 실력 진단 테스트~ (2016년 5월 5일, 나카노 선플라자)
- Hello! Project 연수생 발표회 2016 6월 ~EXCITING!~ (2016년 6월 4일 · 5일 · 12일, Zepp Namba · Tokyo · Nagoya)
- Hello! Project 연수생 발표회 2016 9월 ~SINGING!~ (2016년 9월 4일 · 24일 · 25일, Zepp Namba · Tokyo · Nagoya)
- Hello! Project 연수생 발표회 2016 12월 ~EXCITING!~ (2016년 12월 11일 · 18일 · 23일, Zepp Namba · Tokyo · Nagoya)
- Hello! Project 연수생 발표회 2017 3월 ~Marching!~ (2017년 3월 11일 · 12일 · 18일 · 20일, Zepp Tokyo · Namba · Nagoya · Tokyo)
- Hello! Project 연수생 발표회 2017 ~봄의 공개 실력 진단 테스트~ (2017년 5월 5일, 나카노 선플라자)
- Hello! Project 연수생 발표회 2017 6월 ~June Tripper!~ (2017년 6월 3일 · 4일 · 10일, Zepp Nagoya · Namba · Tokyo)
- Hello! Project 연수생 발표회 2017 9월 ~Go NEXT!~ (2017년 9월 3일 · 9일 · 10일, Zepp Tokyo · Namba · Nagoya)
- 코부시팩토리 & 츠바키팩토리 콘서트 투어 2018 봄 ~KOBO~ (2018년 5월 3일 ~ 5일, 2개 도시 2회 공연)

### 뮤지컬 · 무대
- 연극여자부 뮤지컬「Week End Survivor」(2015년 3월 26일 ~ 4월 5일, BIG TREE THEATER)
- 연극여자부「JK 냥걸즈」(2017년 2월 23일 ~ 3월 4일, 전노제 홀 스페이스 제로)
- 연극여자부「리본 ~13명의 영혼은 신의 꿈을 꾸었다~」(2019년 11월 14일 ~ 24일, 전노제 홀 스페이스 제로)

### 영화
- 영화판 JK 냥걸즈 (2017년 7월 17일 공개)

## 서적

### 사진집
- 하마우라 아야노 · 와다 사쿠라코 미니 사진집「Greeting-Photobook-」(2016년 12월 10일, 오딧세이 출판)
- 히로세 아야카 · 이노우에 레이 미니 사진집「Greeting-Photobook-」(2017년 1월 14일, 오딧세이 출판)
- 노무라 미나미 · 타구치 나츠미 미니 사진집「Greeting-Photobook-」(2017년 2월 18일, 오딧세이 출판)
- 후지이 리오 · 오가와 레나 미니 사진집「Greeting-Photobook-」(2017년 3월 25일, 오딧세이 출판)
- 영화「JK 냥걸즈」오피셜 사이드북 (2017년 7월 17일, 오딧세이 출판)

### 솔로 사진집
- 하마우라 아야노 1st 솔로 사진집「浜浦彩乃」(2016년 6월 4일, 오딧세이 출판)
- 이노우에 레이 1st 솔로 사진집「玲音」(2017년 11월 11일, 오딧세이 출판)
- 노무라 미나미 1st 솔로 사진집「清,爽」(2018년 9월 8일, 오딧세이 출판)
- 와다 사쿠라코 1st 솔로 사진집「桜子」(2019년 6월 21일, 오딧세이 출판)
- 이노우에 레이 2nd 솔로 사진집「燿 ～You make me～」(2020년 1월 2일, 오딧세이 출판) ISBN 978-4-908643-47-7

## 같이 보기
- 츠바키팩토리